# Mosfilm
Mosfilm (Russisch: Мосфильм; IPA: məs'fʲɨlʲm) is een filmstudio in de Russische hoofdstad Moskou, die wordt gezien als de oudste en grootste filmstudio van Rusland en in bredere zin Europa. De studio heeft een aantal van de bekendste Sovjetfilms uitgebracht, waaronder werken van Tarkovski en Eisenstein (die beiden worden gezien als de grootste Sovjetregisseurs ooit).

## Geschiedenis

Bord bij de ingang van de Mosfilmstudio's in de Mosfilmovskayastraat

De Moskouse filmstudio werd opgericht in november 1923 door filmmagnaat Aleksandr Chanzjonkov en I. Ermolev. De eerste film opgenomen door Mosfilm was On the Wings Skyward (geregisseerd door Boris Michin).
In 1927 werd een nieuw filmstudiocomplex gebouwd aan de Mosfilmovskayastraat op de Mussenheuvels van Moskou. Deze studio werd vernoemd naar Moscow amalgamated factory Soyuzkino the Tenth Anniversary of the October. In 1934 werd de studio omgedoopt in Moskinokombinat en in 1936 in Mosfilm. In de Tweede Wereldoorlog werd het personeel van de filmstudio geëvacueerd naar Alma-Ata en daar verenigd met andere Sovjet-Russische productie-eenheden tot de Central United Film Studio (TsOKS). Eind 1943 keerde het Mosfilmpersoneel terug naar Moskou.
In 1947 werd het logo van Mosfilm geïntroduceerd in de musical/komedie Spriing. Dit logo was gemodelleerd naar het monument Arbeider en kolchozboerin van Vera Moechina en de Spasskaja-toren van het Kremlin van Moskou.
Tegen het einde van de Sovjet-Unie had Mosfilm meer dan 3000 films geproduceerd. Veel hiervan wonnen verscheidene internationale prijzen op filmfestivals en worden inmiddels gezien als klassiekers.
Nadat de Sovjet-Unie uiteen was gevallen, bleef Mosfilm doorgaan met films maken als een quasiparticuliere productiemaatschappij. Sinds 2005 omvat Mosfilm tien onafhankelijke filmstudio's, gelegen binnen 13 paviljoens in een gebied van 13.000 vierkante meter. Dit gebied staat ook wel bekend als het "Russische Hollywood". De omzet van het bedrijf in Rusland bedroeg in 2023 19 miljoen euro.